# Ашкадар (платформа)
Ашкада́р — разъезд/остановочный пункт на линии Карламан — Мурапталово Башкирского региона Куйбышевской железной дороги. Находится в Стерлитамакском районе Республики Башкортостан.

## История
Открыта в 1954 на участки дороги Дёма — Аллагуват. Название дано по одноимённой реке.

## Дальнее сообщение
Пассажирские поезда №371/372 Уфа - Андижан и №381/382 Уфа - Ташкент на о.п. Ашкадар не останавливаются.

## Пригородное сообщение
О.п. Ашкадар является промежуточным для всех пригородных поездов. Пригородное сообщение осуществляется рельсовыми автобусами РА1 и РА2. Остановку на о.п. Ашкадар имеют поезда:
- Стерлитамак — Кумертау (ежедневно, 1 пара поездов, время в пути от/до Стерлитамака - около 15 минут, от/до Кумертау - около 1 часа 56 минут)

Текущее расписание пригородных поездов по остановочному пункту Ашкадар можно посмотреть здесь:
- Расписание пригородных поездов. Яндекс.Расписания.